# Im Winkel (Bochum)

Das Rotlichtviertel von Bochum – die Gußstahlstraße mit der angrenzenden Straße Im Winkel

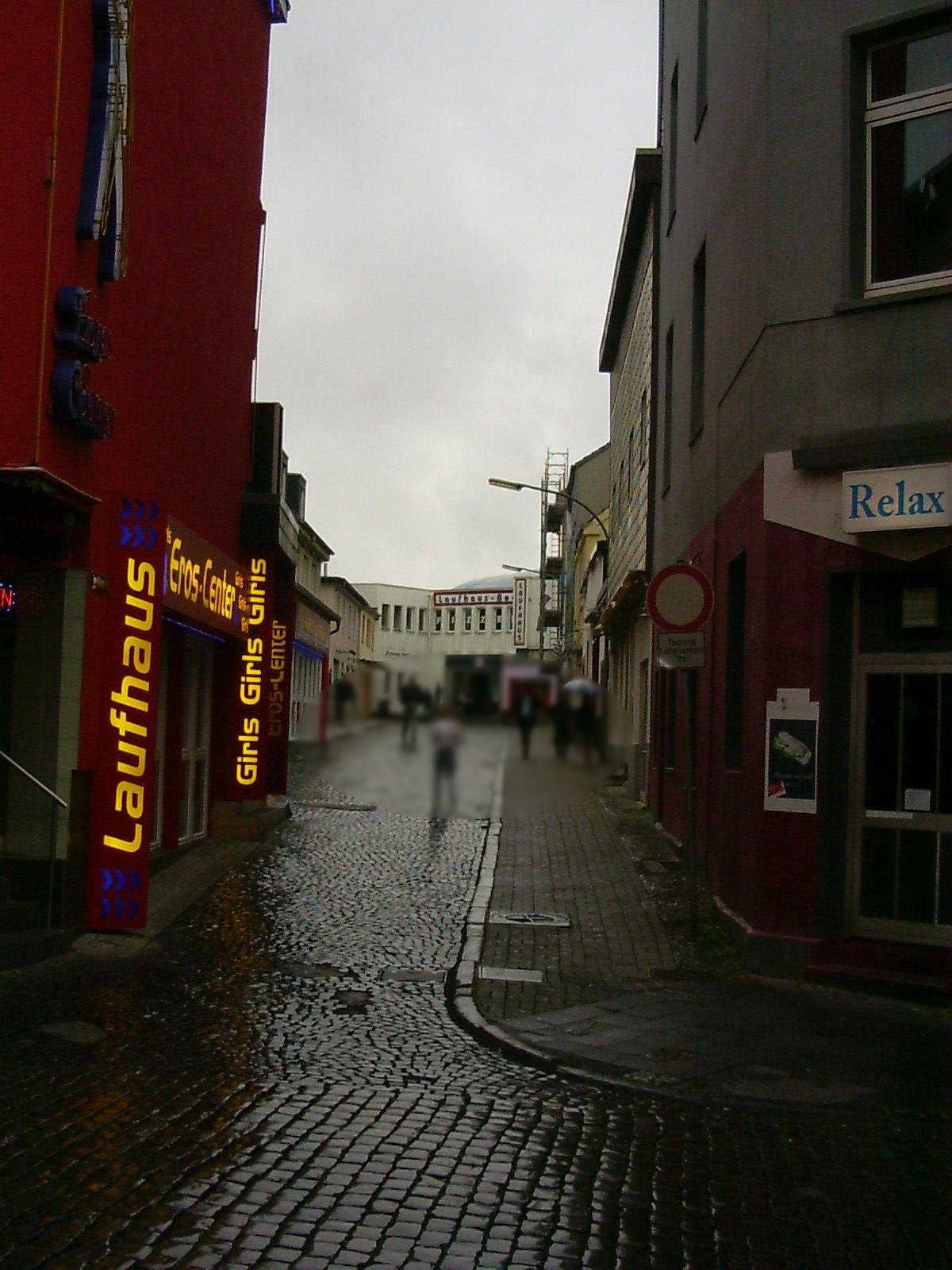
Blick in die Straße Im Winkel

Im Winkel in Bochum bildet zusammen mit der Gußstahlstraße das Rotlichtviertel Bochums. Die ortsübliche Bezeichnung für die Straße lautet Eierberg, Gurke, Riemenschleifer oder Riemenwalzwerk.
Der Märkische Sprecher berichtete 1912 über die Pläne der Stadt, einen „geregelten Bordellbetrieb in unmittelbarer Nähe der Innenstadt“ an der damaligen Maarbrücker Straße zuzulassen. Einen Vorgänger hatte das Viertel seit 1904 in Hamme mit mindestens acht Bordellbetrieben entlang der Bahngleise an der Kurzen Straße (heute Sophienstraße); erhebliche Überwerfungen in der Bürgerschaft führten zur Umsiedlung. Diese erfolgte in der Mitte der 1910er Jahre. Ein Wortführer gegen die Ansiedlung war der spätere Leiter des Stahlwerks Bochumer Verein, Wilhelm Baare.
Die Straße befindet sich in zwei statistischen Bezirken der Innenstadt, nämlich Gleisdreieck und Kruppwerke. In unmittelbarer Nachbarschaft befinden sich das traditionsreiche Stahlunternehmen Bochumer Verein, später ein Teil der Krupp-Konzern mit bis zu 20.000 Arbeitern, sowie die Arbeiterviertel Griesenbruch und Stahlhausen. Fußläufig befand sich neben den Stahlwerken auch das Kost- und Logierhaus Stahlhausen des Bochumer Vereins (im Bereich der Feuerwehrwache an der Bessemerstraße) für bis zu 1.200 ledige Arbeiter, umgangssprachlich „Bullenkloster“ genannt. Man kann wohl davon ausgehen, dass einige Kunden der Prostitution früher aus dieser Gegend kamen.
Frank Goosen wuchs in Sichtweite des Rotlichtbezirks auf. Er erzählt in der Kurzgeschichte Vonne Alleestraße weg in seinem autobiografisch angelehnten Buch Radio Heimat von 2010 von seinen Beobachtungen aus den 1970er Jahren.
Die Ansammlung von Bordellen ist im Stile eines Kontakthofes und mit Schaufenstern angelegt. Hier bieten je nach Tageszeit bis zu 250 Prostituierte ihre Dienstleistungen an. Im März 2009 wurde darüber hinaus ein Laufhaus eröffnet. Als Besonderheit kann die organische bauliche Struktur der Örtlichkeit bezeichnet werden, da durch mehrere Gassen und Plätze eine fast dörfliche Atmosphäre gegeben ist. 
Der Verein Madonna bietet seit 1991 vor Ort eine Beratungsmöglichkeit für Prostituierte. 2013 berichtete Madonna, dass 60 % der Prostituierten aus Osteuropa kommen, speziell Rumänien und Bulgarien.
Die Sperrbezirksverordnung der Stadt Bochum vom 21. Januar 2003 begrenzt die Ausübung der Prostitution auf die Straße Im Winkel. Am 31. Mai 2006 kritisierte das Verwaltungsgericht Gelsenkirchen in einer Entscheidung, dass einige Formulierungen die Grenzen des Sperrbezirkes nicht exakt genug beschreiben. Eine Neufassung der Verordnung wurde am 7. November 2006 erlassen.